# Giovanna Moreira
Giovanna Moreira Almonacid es una administradora pública y política, militante del Partido Liberal. Entre marzo de 2022 y noviembre de 2024 se desempeñó como  Delegada Presidencial Regional de Los Lagos bajo el gobierno del presidente Gabriel Boric.

## Vida y trayectoria
Moreira es titulada de administración pública de la Universidad de Los Lagos. En febrero de 2022 es nombrada delegado presidencial regional de Los Lagos. Antes de eso, se desempeñó como Directora Regional de la Fundación TECHO-Chile por cuatro años, donde lideró y coordinó equipos e iniciativas en contextos de vulnerabilidad, exclusión social, pobreza y desigualdad socio-territorial.
Por el Partido Liberal, fue candidata por el Distrito 25 en las elecciones de convencionales constituyentes de Chile de 2021, no resultando electa. Además, fue Presidenta Regional del mismo Partido y asesora del diputado Alejandro Bernales.
En marzo de 2022 fue designada por el presidente Gabriel Boric como  Delegada Presidencial Regional de Los Lagos. Renunció al cargo el 15 de noviembre de 2024.

## Historial electoral

### Elecciones de convencionales constituyentes de 2021
- Elecciones de convencionales constituyentes de 2021, para convencional constituyente por el distrito 25 (Fresia, Frutillar, Llanquihue, Los Muermos, Osorno, Puerto Octay, Puerto Varas, Purranque, Puyehue, Río Negro, San Juan de la Costa y San Pablo)[7]